# Moran (Texas)
Moran è un comune (city) degli Stati Uniti d'America della contea di Shackelford nello Stato del Texas. La popolazione era di 270 abitanti al censimento del 2010.

## Geografia fisica
Moran è situata a 32°32′45″N 99°05′59″W (32.545945, -99.166275).
Secondo lo United States Census Bureau, la città ha una superficie totale di 1,1 km², dei quali 1,1 km² di territorio e 0 km² di acque interne (0% del totale).

## Società

### Evoluzione demografica
Secondo il censimento del 2010, la popolazione era di 270 abitanti.

### Etnie e minoranze straniere
Secondo il censimento del 2010, la composizione etnica della città era formata dall'88,52% di bianchi, lo 0,37% di afroamericani, l'1,11% di nativi americani, lo 0,37% di asiatici, lo 0% di oceanici, l'8,52% di altre razze, e l'1,11% di due o più etnie. Ispanici o latinos di qualunque razza erano il 17,41% della popolazione.